# قائمة ملاعب ماليزيا
قائمة ملاعب ماليزيا فيما يلي قائمة بملاعب كرة القدم في ماليزيا، مرتبة حسب الترتيب التنازلي للسعة الجماهيرية. يوجد في ماليزيا أكثر من 500 ملعب كرة قدم (مجمع رئيسي، ملعب مصغر، ملعب رياضي)، لذا فإن هذه القائمة ليست شاملة لكنها تتكون من أكبر ملعب لكرة القدم والمالك الحالي له، والملاعب التي يُسمح بإقامة مباريات كرة القدم الرسمية المعتمدة من FIFA أو FAM.
يعد ملعب الهوكي الوطني الماليزي الذي يتسع لـ 12000 متفرج هو أكبر ملعب ماليزي لا يستخدم لكرة القدم حاليًا. وفي القائمة تم تضمين أغلب الملاعب الرئيسية والهامة في ماليزيا بسعة 1000 متفرج أو أكثر حيث أن بعض الملاعب كانت قيد الإستخدام ولم تتم صيانتها جيدًا مثل الملاعب الأخرى بسبب عدم اعتماد الأندية الكبرى لها.

## الملاعب الموجودة
قائمة ببعض الملاعب الكبيرة والمعروفة في ماليزيا:
| الرقم | اسم الملعب                 | المنطقة         | السعة  | النادي                 | الدوري                  |
| 1     | الاستاد الوطني             | كوالالمبور      | 87.411 | الفريق الوطني الماليزي | الدوري الوطني           |
| 2     | شاه عالم                   | شاه علم         | 80.372 | سبلانجور               | الدوري الماليزي الممتاز |
| 3     | السلطان ميزان زين العابدين | كوالا تيرينجانو | 50.000 | تيرينجانو              | الدوري الماليزي الممتاز |
| 4     | ساراواك                    | كوتشينغ         | 45.000 | إتحاد ساراواك          | الدوري الإسباني         |
| 5     | ملعب توانكو عبد الرحمن     | سيريمبان        | 45.000 | نيجيري سمبيلان         | الدوري الماليزي الممتاز |
| 6     | بيراك                      | ايبوه           | 42.500 | بيراك                  | الدوري الماليزي الممتاز |
| 7     | ملعب السلطان إبراهيم       | اسكندر بوتري    | 40.000 | جوهور دار التعظيم      | الدوري الماليزي الممتاز |
| ----- | -------------------------- | --------------- | ------ | ---------------------- | ----------------------- |
| 8     | هانج جيبات                 | كروبونج         | 40.000 | ملقا يونايتد           | -                       |
| 9     | ولاية بينانج               | باتو كاوان      | 40.000 | نادي بينانج            | الدوري الماليزي الممتاز |
| 10    | دارول مكمور                | كوانتان         | 40.000 | سري باهانج             | الدوري الماليزي الممتاز |
| 11    | ليكاس                      | كوتا كينابالو   | 35.000 | صباح                   | الدوري الماليزي الممتاز |

## الملاعب المهدمة
ملعب كاجانغ، تم إعادة تطويره ليصبح مجمعاً رياضياً للأنشطة الرياضية متعددة الأغراض. ولا يزال ملعب كرة القدم موجودًا للاستخدام في مباريات كرة القدم المجتمعية.

## الملاعب المستقبلية
ملعب شاه علم الجديد، تخطط حكومة ولاية سيلانجور لإعادة بناء ملعب شاه علم الحالي كجزء من إعادة تطوير مجمع شاه علم الرياضي. وسعته الجماهيرية (35,000 - 45,000) شخص.
ملعب الاتحاد الآسيوي، تم بناء الملعب بتمويل من بوتراجايا من قبل FIFA وAFC. وسعته الجماهيرية 10,000شخص.